# ديفيد رايت (ملحن)
ديفيد رايت (بالإنجليزية: David Wright)‏ هو ملحن بريطاني، ولد في 24 أكتوبر 1953 في كنت في المملكة المتحدة.

## وصلات خارجية
- الموقع الرسمي
- دايفيد رايت على موقع ميوزك برينز (الإنجليزية)
- دايفيد رايت على موقع ديسكوغز (الإنجليزية)